# 山之神町
山之神町（やまのかみちょう）は、群馬県太田市にある町丁。郵便番号は379-2302。

## 概要
以前は、旧藪塚本町内であったが、太田市と合併し現在の形となった。

## 地理
田畑の中に工場が点在している。

### 山之神町内の区
山之神町（藪塚地区）の行政区の一覧。
| 地区     | 行政区     | 読み           | 区域 |
| -------- | ---------- | -------------- | ---- |
| 藪塚地区 |            |                |      |
| 山之神   | やまのかみ | 山之神町の一部 |      |
| 新星     | しんせい   | 山之神町の一部 |      |

### 近隣町丁
- 大原町
- 藪塚町
- 新田多村新田町
- 新田市町
- 新田野倉町
- 寄合町

## 世帯数と人口
2020年（令和2年）9月30日現在の世帯数と人口は以下の通りである。
| 町丁     | 世帯数  | 人口    |
| -------- | ------- | ------- |
| 山之神町 | 912世帯 | 2,116人 |

## 小・中学校の学区
市立小・中学校に通う場合、学区は以下の通りとなる
| 番地   | 小学校                   | 中学校                 |
| ------ | ------------------------ | ---------------------- |
| 山之神 | 太田市立藪塚本町小学校   | 太田市立藪塚本町中学校 |
| 新星   | 太田市立藪塚本町南小学校 | 太田市立藪塚本町中学校 |

## 交通

### 鉄道
町内に鉄道駅はない。

### 道路
町の中央を北関東自動車道が通っているがインターチェンジ等はない。また北関東自動車道に平行して群馬県道294号国定薮塚線が通り、町の東側を群馬県道332号桐生新田木崎線が南北に通過している。

## 施設
- 山之神公民館
- セブンイレブン藪塚山之神店